# ایپک کاراپینار
ایپک کاراپینار (به ترکی استانبولی: Ipek karapinar) زاده ۱ ژانویه ۱۹۸۴ یک بازیگر ترکیه است او در استانبول دیده به جهان گشود و از سال ۲۰۰۶ فعالیت خود را آغاز کرد. در ابتدا کار خود را با موسیقی شروع کرد و در دانشگاه معمار سینان رشته هنرهای زیبا درس‌های ویولون برداشت.
اولین حضور او در تلویزیون سریال به خاطر بیاور عزیزم سال ۲۰۰۶ در نقش آمینه بود.
از آثاری که وی در آن‌ها شرکت داشته‌است، می‌توان به غنچه‌های زخمی در نقش فریده، اشاره کرد.